# Đội tuyển Davis Cup Iceland
Đội tuyển Davis Cup Iceland đại diện Iceland ở giải đấu quần vợt Davis Cup và được quản lý bởi Hiệp hội quần vợt Iceland.
Iceland hiện tại thi đấu ở Nhóm III khu vực châu Âu.

## Lịch sử
Iceland lần đầu tiên tham gia Davis Cup vào năm 1996.

## Đội hình hiện tại
- Magnus Gunnarsson
- Vladimir Ristic
- Rafn Kumar Bonifacius
- Birkir Gunnarsson (đội trưởng)